# 402年
| 千纪： | 1千纪 |
| 世纪： | 4世纪 \| 5世纪 \| 6世纪 |
| 年代： | 370年代 \| 380年代 \| 390年代 \| 400年代 \| 410年代 \| 420年代 \| 430年代                                                                                                |
| 年份： | 397年 \| 398年 \| 399年 \| 400年 \| 401年 \| 402年 \| 403年 \| 404年 \| 405年 \| 406年 \| 407年                                                                          |
| 纪年： | 壬寅年（虎年）；东晋元兴元年；后燕光始二年；后秦弘始四年；北魏天兴五年；后凉神鼎二年；南凉建和三年，弘昌元年；北凉永安二年；南燕建平三年；西涼庚子三年；高句丽永乐十二年 |

## 大事记
- 司馬元顯升驃騎大將軍、征討大都督，都督十八州諸軍事，加侍中、黃鉞、班劍二十人，並下令北府軍將領劉牢之征討在荊州反叛的桓玄，但劉牢之擔憂擊敗桓玄後會不容於司馬元顯，隨即投降桓玄，桓玄入京控制朝廷，結束了晉安帝以來司馬道子與司馬元顯父子掌政的局面。
- 桓玄欲削減劉牢之兵權，劉牢之意圖起兵對抗桓玄，然在眾叛親離下絕望自殺，北府軍陷於癱瘓。
- 孫恩趁桓玄消滅了司馬道子父子的勢力，執掌朝政之際再攻臨海郡，但被臨海太守辛昺擊敗，孫恩投水自盡後，餘眾由孫恩妹夫盧循領導。
- 後秦進攻北魏，北魏軍隊進行反擊並圍困後秦軍於柴壁，爆發柴壁之戰，以北魏獲勝告終，遏阻了後秦東擴的勢頭。
- 後燕昭文帝慕容熙苻秦中山尹苻謨的兩個女兒苻娀娥為貴人、苻訓英為貴嬪，丁太后謀廢慕容熙，事洩，丁太后被殺。
- 原屬拓跋部之下的柔然部落，取得高車。首領社崘自稱豆伐丘可汗，成為獨立國家。
- 庐山东林寺始建于东晋元兴元年，即公元402年。
- 西哥特國王亞拉里克一世入侵西羅馬帝國，被執政官斯提里科擊敗，成為最後一個在羅馬慶祝的凱旋。
- 西羅馬帝國皇帝弗拉維烏斯·奧古斯都·霍諾留將首都從米蘭遷至拉文納。

## 逝世
- 孫恩，晉末起義領袖。
- 司馬元顯，晉朝宗室，會稽王司馬道子之長子，东晋晚期权臣。
- 4月16日——司馬尚之，晉朝宗室。官至前將軍、豫州刺史。曾為朝廷對抗王恭等人和孫恩的起事，協助守護建康，在討伐桓玄時被其所敗，不久被殺。
- 劉牢之，東晉北府軍將領。
- 庾楷，潁川鄢陵人。東晉征西將軍庾亮孫，會稽內史庾羲子。東晉末年官員、將領，官至西中郎將、豫州刺史。
- 丁太后，十六國後燕的開國皇帝慕容垂長子慕容令的妻子，被後燕昭武帝慕容盛尊為皇太后，慕容盛死後擁立慕容熙為帝。
- 禿髮利鹿孤，十六國時期南涼的第二任君主。